# La buona figliuola
La Cecchina, ossia La buona figliuola (título original en italiano; en español, La Cecchina, o La buena hija) es una ópera bufa en tres actos con música de Niccolò Piccinni y libreto en italiano de Carlo Goldoni, basada en la novela de Samuel Richardson Pamela. Esta es la ópera italiana más exitosa de Piccinni. Hubo una secuela titulada La buona figliuola maritata (1761) por el mismo compositor y libretista. Le siguió en 1766 La buona figliuola supposta vedova por Gaetano Latilla.

## Historia
Se estrenó en el Teatro delle Dame, Roma el 6 de febrero de 1760 con Tommaso Borghesi (Cecchina), Gaspero Savoj (Lucinda), Carlo De Cristofori (Armidoro), Giovanni Lovattini (el marqués de Conchiglia), Giuseppe Casaccia (Mengotto), Francesco Pieri (la doncella Paoluccia), Giuseppe Giustinelli (la doncella Sandrina) y Francesco Carattoli (Tagliaferro, soldado alemán). Se estrenó en Londres el 25 de noviembre de 1766 con Gaetano Guadagni, Savi, Lovattini, Morigi, Quercioli, Piatti, y Michele.
Su estreno en España tuvo lugar en Barcelona, en el Teatro de la Santa Cruz el 19 de marzo de 1761: fue el primer teatro fuera de Italia donde se hizo.
Se dice que esta ópera es la primera que se representó en China, en la corte del emperador Qianlong.[cita requerida]
Esta ópera rara vez se representa en la actualidad; en las estadísticas de Operabase aparece con sólo 1 representación en el período 2005-2010.

## Argumento
El marqués de Conchiglia se ha enamorado de Cecchina que es una doncella. Asombrado por la impropiedad social de semejante unión, el Cavaliere Armidoro, prometido de la hermana del marqués, rechaza casarse con Lucinda. Perturbada por perder al hombre que ama, Lucinda ruega al marqués que deje de ver a Cecchina. Mientras tanto Cecchina tiene varios problemas propios, incluyendo a Mengotto, un hombre pobre que está enamorado de ella y no la dejará a solas, y Sandrina y Paoluccia, dos celosas doncellas que intentan causar tantos problemas a Cecchina como pueden. Después de muchos giros de la trama, la ópera acaba bien cuando Tagliaferro, un soldado alemán, revela que Cecchina es de hecho la hija de un barón alemán, lo que permite a Cecchina casarse con el marqués sin disgustar a Armidoro.

## Piezas destacadas[2]
- «Furia di donna irata», aria de la marquesa Lucinda.
- «Una povera ragazza», aria de Cecchina.
- «Che superbia maledetta», aria de Paoluccia.

## Discografía
- Franco Caracciolo (director) / Mirella Freni, Gloria Trillo, Valeria Mariconda, Rita Talarico, Bianca Maria Casoni, Werner Hollweg, Rolando Panerai, Sesto Bruscantini. Orquesta Alessandro Scarlatti de la RAI de Nápoles (1969). Claque
- Gianluigi Gelmetti (director) / Lucia Aliberti, Enzo Dara, Margherita Rinaldi, Emilia Raviglia, Ugo Benelli. Orquesta del Teatro dell'Opera di Roma (1981). Fonit Cetra CDC 95
- Bruno Campanella (director) / María Ángeles Peters, Gabriella Morigi, Alessandra Ruffini, Maria Cristina Zanni, Sara Mingardo, Giuseppe Morino, Bruno Praticò, Pietro Spagnoli. Orchestra Serenissima Pro Arte (1991). Memories
- Vito Paternoster (director) / Serena Farnocchia, Graziella Merrino, Danilo Formaggia, Eun Young Oh, Larissa Schmidt, Eugenia Pont-Burgoyne, Piero Terranova, Davude Pelissero. La Lyra di Anfione (2001). Bongiovanni GB 2293/94-2